# Трајанове терме

Трајанове терме (лат. Thermae Traiani), представљају јавна купатила која су грађанима Рима доносила одмор и разоноду. У Старом Риму причињавале су задовољство исто као и одлазак у театар или на гладијаторске борбе. Међу многим купатилима која су страдала кроз историју и која су подлегла зубу времена, највише знамо о Трајановим термама. Трајанове терме као једно од најочуванијих купатила Старог Рима је завршено 109. године. Терме је подигао Аполодор из Дамаска по налогу римског цара Трајана на брегу који је створен затрпавањем Domus Aurea, велелепне палате цара Нерона. Налазиле су се најужном делу Mons Oppio, близу Сервијевог зида.

## Структура
Структура Трајанових терми је била таква да су постојале две просторије. Биле су смештене у уским апсидама у зиду који је окруживао просторни комплекс, једна у зиду дуж западне стране а друга насупрот њој, далеко на јужном зиду. У Трајановим термама налазиле су се књиге. Фонд је био подељен на грчке и латинске писане материјале. Читаоци који су желели да користе грчке и латинске књиге истовремено, требало је да пешаче око триста метара. Апсида у северном зиду је доста добро очувана и показује да су основна својства иста као у библиотеци на Трајановом форуму што значи да је у средишту кружног зида који ограђује задњи део простора постојало удубљење намењено за статуу. Ова купатила сведоче о томе колико је Рим као империјална сила тог времена био јак.

## Библиотека
Простор библиотека у Трајановим термама је у облику апсиде. Ова библиотека вероватно као и библиотека на Трајановом форуму је поседовала бронзани параван између стубова, да би се библиотека могла затворити онда када не ради. У сваком зиду са обе стране су била удубљења у која су се смештали ормари за књиге – у два реда, један изнад другог, у сваком по пет ниша, укупно двадесет. Нише су библе високе 4,45 m, а широке 2,06 м, њихова дубина је износила 0,73 м. Ове нише биле су знатно веће од оних ниша које су се налазиле у Библиотеци на Трајановом форуму као и од оних у Палатинској библиотеци. Књиге које су се налазиле у овим нишама биле су забавног, опуштајућег карактера. Библиотека као и цео комплекс имала је задатак да сведочи о моћи свог оснивача.